# Trachydium szechuanense
Trachydium szechuanense är en flockblommig växtart som beskrevs av H.Wolff. Trachydium szechuanense ingår i släktet Trachydium och familjen flockblommiga växter. Inga underarter finns listade i Catalogue of Life.